# Paracyrtus kashmirensis
Paracyrtus kashmirensis är en tvåvingeart som först beskrevs av Evert I. Schlinger 1959.  Paracyrtus kashmirensis ingår i släktet Paracyrtus och familjen kulflugor. Inga underarter finns listade i Catalogue of Life.